# 2 Korpus Armijny (1952–1956)
2 Korpus Armijny (2 KA) – wyższy związek taktyczny Sił Zbrojnych PRL.
Na podstawie zarządzenia Nr 0366/0rg. szefa SG WP z 23 października 1952 na bazie 2 Korpusu Piechoty utworzony został 2 Korpus Armijny (JW 5796). Był korpusem typu A i należał do I rzutu operacyjnego wojsk lądowych. W jego składzie znajdowały się dwie dywizje piechoty typu A i jedna dywizja zmechanizowana typu A. 
W związku z rezygnacją ze szczebla korpusu w Wojsku Polskim, w 1956 roku rozformowano dowództwo korpusu.

## Skład (1955)
- Dowództwo i sztab – Poznań
- 4 Pomorska Dywizja Piechoty – Krosno Odrzańskie
- 5 Saska Dywizja Piechoty – Sulęcin
- 19 Dywizja Zmechanizowana – Torzym
- 112 pułk artylerii ciężkiej – Głogów
- 44 batalion łączności – Poznań
- 55 batalion saperów – Głogów

19 DZ stanowiła tzw. grupę szybką korpusu.

## Struktura organizacyjna dowództwa korpusu
- Dowództwo: 4
- Sztab
  - Wydział I Operacyjno-Szkoleniowy: 12
  - Wydział II Rozpoznawczy: 4
  - Wydział III Łączności: 4
  - Wydział IV Organizacyjno-Ewidencyjny: 3
  - Wydział V Łączności Specjalnej: 2
  - Kancelaria: 3 + 6
- Wydział Polityczny: 5 + 2 (skreślony 16 listopada 1956 r.)
- Szef  OPL: 10 (w tym posterunek OPL: 5)
- Dowództwo Artylerii: 7
- Wydział Techniczny: 5 (później dodano 3 etaty, razem: 8)
- Wydział Tyłów: 7
- Prokuratura: 6 + 1 (skreślona 9 sierpnia 1956)
- Sąd: 6 + 1 (skreślony 12 maja 1956 r)

Stan osobowy dowództwa i sztabu korpusu na dzień 14 listopada  1956: 5 generałów, 47 oficerów, 18 podoficerów i 4 szeregowych. Razem: 74 żołnierzy i 10 pracowników cywilnych.

## Dowódcy korpusu
- gen. bryg. Wiktor Sienicki – 1952
- gen. bryg. Zygmunt Huszcza – 1953
- płk Aleksander Jewczenko  – od 5 listopada 1953
- płk Mieczysław Mazur – 1955 –1956